# ميشيل كوتسي
ميشيل كوتسي (بالبلغارية: Мичковци)‏ قرية تقع إدارياً ضمن بلدية غابروفو ‏ في بلغاريا. ويبلغ عدد سكانها 50 نسمة حسب تعداد 15 مارس 2015. تعتمد ميشيل كوتسي للبريد على الرمز البريدي 5343.